# Konțurove, Bârzula
Konțurove (în ucraineană Концурове) este un sat în comuna Valea Hoțului din raionul Bârzula, regiunea Odesa, Ucraina.

## Demografie
Componența lingvistică a localității Konțurove
     Ucraineană (95,56%)
     Română (4,44%)
Conform recensământului din 2001, majoritatea populației localității Konțurove era vorbitoare de ucraineană (95,56%), existând în minoritate și vorbitori de română (4,44%).